# Unión Club Ceares
Maillots
L’Unión Club Ceares, plus couramment abrégé en UC Ceares, est un club espagnol de football fondé en 1946 et basé à Ceares, quartier de la ville de Gijón dans les Asturies.
Le club joue ses matchs à domicile au stade de La Cruz, doté de 1 500 places.

## Histoire
Le club est fondé en 1946 par la fusion de deux clubs, Fortuna et Reconquista.
Dans les années 1960, l'UC Ceares joue ses matchs à domicile sur l'ancien terrain de Los Fresno, dans le quartier gijonais de Viesques.
En 1965, sous le présidence de Ramón Elvira Sastre, le club obtient pour la première fois son accession à la 4e division espagnole.
En 1970, le club emménage dans son stade actuel, le stade de La Cruz.

## Personnalités du club

### Présidents du club
- Ramón Elvira Sastre
- Alberto Álvarez

### Entraîneurs du club
| - Brasi (2001 - 2002) - Berrocal (2002) - Rogelio García (2002 - 2007) - José Antonio Redondo (2007 - 2008) - Rogelio García (2008 - 2009) | - Florentino Angulo (2009 - 2012) - Nacho Cabo (2012 - 2014) - Miguelín (2014 - 2015) - Iñaki Eraña (2015 - 2016) - Tino del Corzo (2016 - 2017) | - Nacho Cabo (2017 - 2019) - Alberto Menéndez (2019 - 2020) - Pablo Busto (2020 -) |

### Anciens joueurs du club
- Adrián Colunga

## Galerie

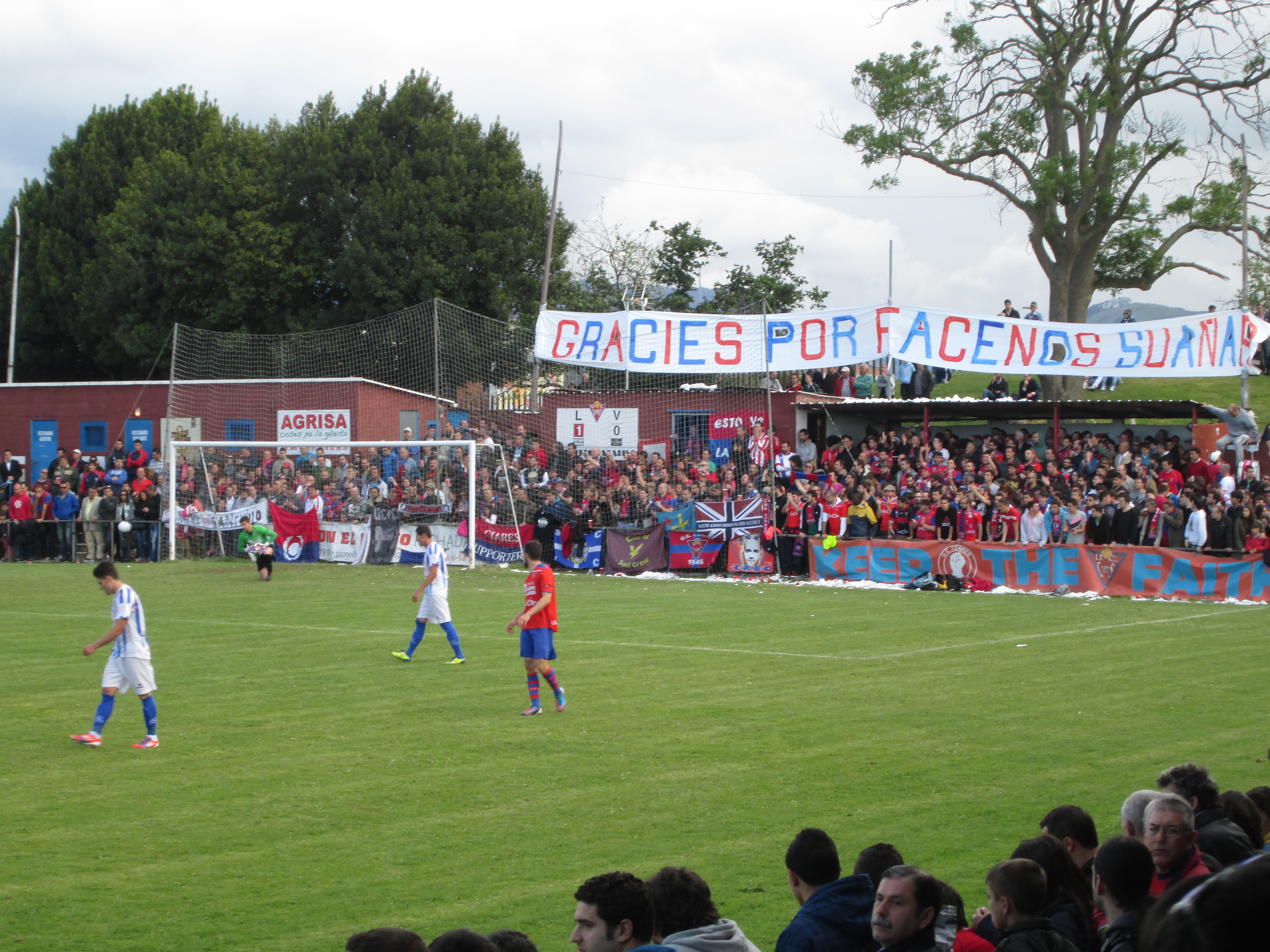
Match éliminatoie contre l'Águilas CF au Stade de La Cruz